# 海事教育機関
海事教育機関（かいじきょういくきかん）は、国家資格である海技士を有した海技従事者を養成するための機関。法律上第一種養成施設、第二種養成施設に分類できる。学校により第一種養成施設でも卒業時の免許や免状の級や免除の割合が大きく異なる。
近年では、これら養成施設を出た人材でも海運企業へ就職しない者も多々いるため、企業が独自に船員を養成することができる、新三級海技士（新たな三級海技士という資格が出来たわけではない）が設置された。日本郵船では2006年度、この制度に則り3名を海上社員として一般大学から雇用している。
本項は、海技従事者の特に養成施設ごとでの分類を行った。

## 第一種養成施設
第一種養成施設は乗船履歴を有しない者を対象とした養成機関である。

### 大学・大学校
大学における海事教育機関はいくつかに分類すると以下のとおりである。

#### 旧商船大学系
高等商船学校から発展した。修業年数は4年（乗船実習科含まず）。乗船実習科（課程6か月）へ進んだ場合、修了は9月。乗船実習科修了と同時に、三級海技士（航海又は機関）の筆記試験が免除され、特例として1年間の乗船履歴が口述試験の受験要件として認定される。航海実習は航海訓練所練習船にて行う。
- 東京海洋大学海洋工学部（旧:東京商船大学）
- 神戸大学海洋政策科学部（旧:神戸商船大学）
- 海技大学校航海専修・機関専修（独立行政法人海技教育機構所管の省庁系大学校の一つ）

#### 水産系大学
修業年数は4年（専攻科含まず）。東京海洋大学専攻科（課程1年）へ進んだ場合、三級海技士（航海）の筆記試験並びに乗船履歴が（条件を満たした場合）免除される。
下記大学では、航海実習は東京海洋大学海洋科学部所有練習船の海鷹丸で行う。
- 東京海洋大学海洋生命科学部（旧:東京水産大学） - 予備教育まで（海技士取得には東京海洋大学専攻科へ進学が必要）
- 長崎大学水産学部 - 予備教育まで（海技士取得には東京海洋大学専攻科へ進学が必要）
- 鹿児島大学水産学部 - 予備教育まで（海技士取得には同大学大学院水産研究科または東京海洋大学専攻科へ進学が必要）
- 北海道大学水産学部特設専攻科 - 平成14年廃止
- 広島大学生物生産学部 - 廃止

水産大学校については学校保有練習船耕洋丸・天鷹丸にて行う。
- 水産大学校

#### 東海大学
東海大学海洋学部は私立大学の海事教育機関である。修業年数は4年（乗船実習課程は除く）。所定の課程を修了した者は、筆記試験並びに乗船履歴を免除する。航海実習は大学保有練習船望星丸にて行う。

#### 海上保安大学校
海上保安大学校は、国土交通省海上保安庁管轄下の教育機関である。卒業後は、三級海技士（航海又は内燃機関限定機関）の筆記試験並びに乗船履歴を免除される。航海実習は巡視船こじまにて行う。

### 海上保安学校
海上保安学校は、国土交通省海上保安庁管轄下の教育機関である。卒業後は、五級海技士（航海又は機関）の筆記試験並びに乗船履歴が免除される。航海実習は巡視船みうらにて行う。

### 高等専門学校
高等専門学校は、全国に5つある商船学科を有する高専である。中卒の者を対象とし、商船学科の修業年数は5年半で卒業は9月。卒業後は、三級海技士（航海又は機関）の筆記試験並びに乗船履歴が免除される。遠洋航海実習は航海訓練所の練習船にて行う。
- 富山高等専門学校（旧: 富山商船高等専門学校、2009年10月1日に富山工業高等専門学校と統合） - 富山県射水市
- 鳥羽商船高等専門学校 - 三重県鳥羽市
- 広島商船高等専門学校 - 広島県大崎上島町
- 大島商船高等専門学校 - 山口県周防大島町
- 弓削商船高等専門学校 - 愛媛県上島町

### 海上技術短期大学校
海上技術短期大学校は独立行政法人海技教育機構傘下の海事教育機関である。高卒を対象とし修業年数は2年。専修科のみである（司厨科は平成17年度廃止）。卒業後は、四級海技士（航海及び機関）の筆記試験並びに乗船履歴が免除される。航海実習は航海訓練所の練習船にて行う。
- 小樽海上技術短期大学校 - 北海道小樽市
- 宮古海上技術短期大学校 - 岩手県宮古市
- 清水海上技術短期大学校 - 静岡県静岡市
- 波方海上技術短期大学校 - 愛媛県今治市

### 海上技術学校
海上技術学校は独立行政法人海技教育機構傘下の海事教育機関である。中卒の者を対象とし、就業年数は3年（乗船実習含まず）。卒業後は、四級海技士（航海及び機関）の筆記試験並びに乗船履歴が（卒業後乗船実習科へ進んだ場合）免除される。乗船実習科での実習は航海訓練所の練習船にて行う。
- 館山海上技術学校 - 千葉県館山市
- 唐津海上技術学校 - 佐賀県唐津市
- 口之津海上技術学校 - 長崎県南島原市

### 水産高等学校・海洋高等学校
水産高等学校及び海洋高等学校は、中卒の者を対象とし就業年数は3年。5級海技士（航海又は機関）の筆記試験並びに乗船履歴が免除される。また、専攻科（就業年数2年）を有する学校については、専攻科へと進学することにより三級海技士（航海又は内燃機関限定機関）の筆記試験並びに乗船履歴が免除される。遠洋航海実習は各校保有練習船にて行う。学校によっては1級または2級及び特殊小型船舶操縦士免許を取得することができる。

### 登録小型船舶教習所
プレジャーボート、エンジン付ヨットや水上オートバイ（ジェットスキー）など、主にレジャーを目的として設置されている。学科や実技は講習により行われ、最後に修了試験を受け、合格すると取得できる。そのため、国家試験における学科試験、実技試験は免除され、身体検査のみ（一財）日本海洋レジャー安全・振興協会で受検する。免許交付も海事代理士による代理交付となる場合が多い。船舶職員及び小型船舶操縦者法施行規則では第一種教習所と呼ばれる。

## 第二種養成施設
第二種養成施設は、乗船履歴を有するもの（又は準じた者）を対象とした再教育機関である。

### 小型船舶教習所
漁船の船員などを対象として設置されている。特殊小型船舶操縦士以外の免許が取得できる。第一種と同じく、学科や実技は講習により行われ、最後に修了試験を受け、合格すると取得できる。免除については第一種と同じ。船舶職員及び小型船舶操縦者法施行規則では第二種教習所と呼ばれる。

## それ以外の機関

### 通信関連
通信士の養成機関だったが、GMDSSの施行に伴いその機能は縮小傾向にある。
- 電気通信大学
- 熊本高等専門学校: 旧熊本電波工業高等専門学校
- 香川高等専門学校: 旧詫間電波工業高等専門学校
- 仙台高等専門学校: 旧仙台電波工業高等専門学校

### その他の機関
- 中国船舶職員養成協会 - 広島県広島市
- 尾道海技学院 - 広島県尾道市
- 関門海技協会 - 山口県下関市
- 日本海洋資格センター九州海技学院 - 熊本県宇城市